# New Line Cinema
New Line Productions Inc., nome comercial: New Line Cinema, é uma empresa americana do ramo da indústria cinematográfica. Foi fundada em 1967 por Robert Shaye como uma empresa independente de distribuição de filmes, tornando-se, posteriormente, em um estúdio de cinema. Foi comprada pela Turner Broadcasting System em 1994; dois anos mais tarde, Turner fundiu-se com a Time Warner e a New Line foi fundida com a Warner Bros. Pictures em 2008. Atualmente, seus filmes são distribuídos por esta última.
Ficou conhecida após produzir as séries de filmes de terror como A Hora do Pesadelo (1984-2010) e Sexta-Feira 13 (1993-2009), e a série de filmes baseados na Marvel Comics, Blade (1998-2004). 